# Okorvölgy
Okorvölgy là một thị trấn thuộc hạt Baranya, Hungary. Thị trấn này có diện tích 3,11 km², dân số năm 2010 là 91 người, mật độ 29 người/km².